# Gächlingen
Gächlingen é uma comuna da Suíça, no Cantão Schaffhausen, com cerca de 763 habitantes. Estende-se por uma área de 7,13 km², de densidade populacional de 107 hab/km². Confina com as seguintes comunas: Neunkirch, Oberhallau, Schleitheim, Siblingen.
A língua oficial nesta comuna é o Alemão.